# PBS NewsHour

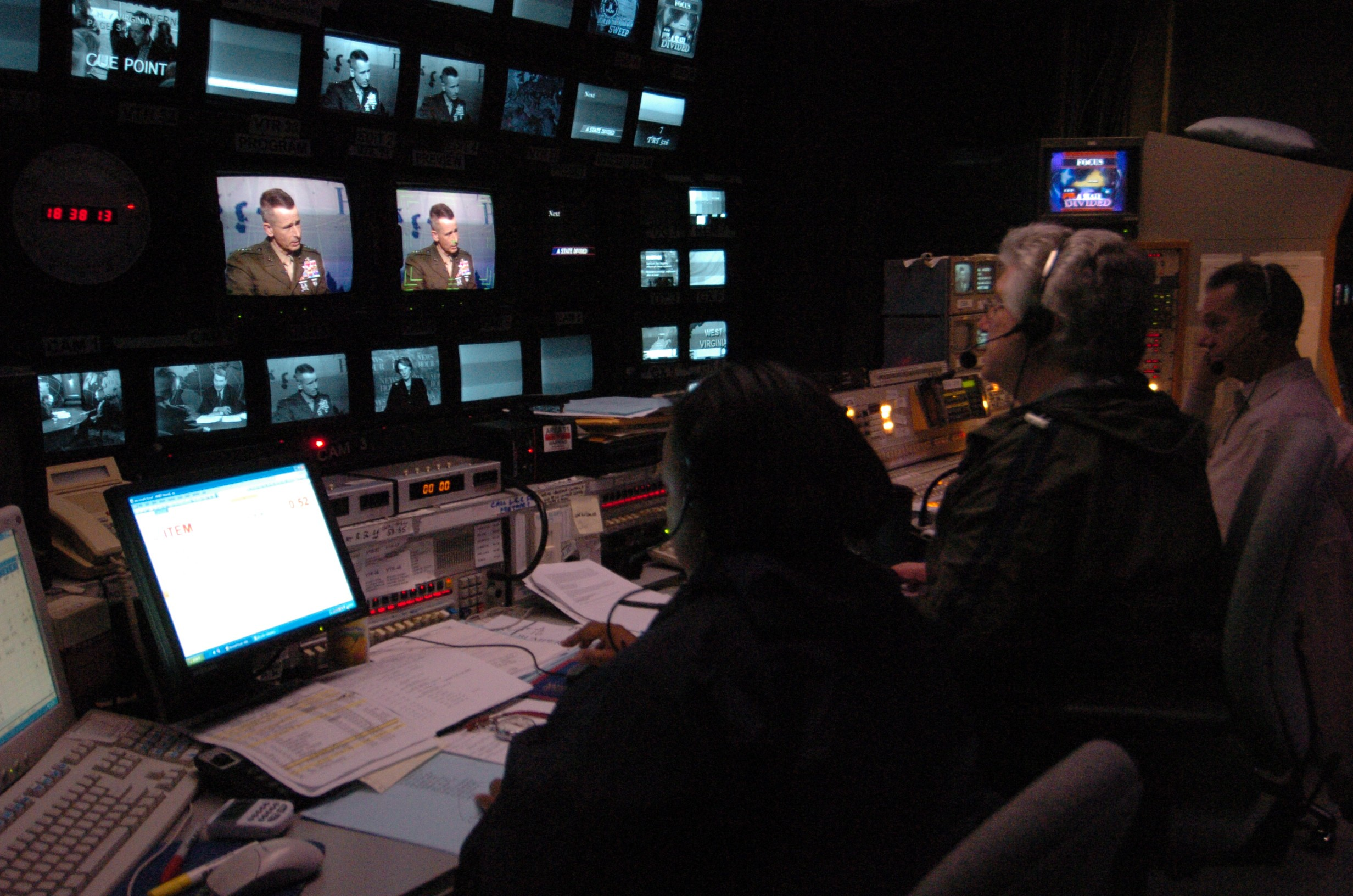

PBS NewsHour es un noticiero de televisión nocturno estadounidense que se transmite siete noches a la semana a través de más de 300 estaciones de PBS.
Entre semana la emisión diaria tiene una duración de una hora, y es presentado por Judy Woodruff, la única mujer que lidera un programa de noticias en el prime time. PBS NewsHour es producido por WETA-TV, la emblemática estación pública de Washington D. C.. Durante los fines de semana se emite PBS NewsHour Weekend un noticiero de 30 minutos, presentado por Hari Sreenivasan y producido por WNET, la famosa estación de PBS en Nueva York. Como primer noticiero nocturno de una hora en Estados Unidos, PBS NewsHour es conocido por la profundidad en el cubrimiento de temas de actualidad.